# 新安江
新安江，上游是發源於徽州（今黃山市）休寧縣和今江西婺源交界的怀玉山的山峰六股尖的冯源河。在婺源和休宁交界的吴楚分源界山下的复安桥的另一面就有碑刻浙水灵源四字。
冯源河至休宁县鹤城乡渔塘村棣甸组附近会梅溪源、用畲河，为大源河（又名大沅河），至流口镇会小源河成为率水。至屯溪与横江汇合成为新安江。
新安江東入浙江省西部，經淳安至建德與蘭江匯合，成为富春江。富春江接纳浦阳江之后成为錢塘江。
新安江幹流長373公里，流域面積11,674平方千米。新安江素以水色佳美著稱。江水四季澄碧，清澈見底。夾江兩岸，群山蜿蜒，翠崗重疊，山勢各殊萬態，穀多飛瀑流泉。唐孟浩然詩雲：“湖經洞庭闊，江入新安清。”沿江有白沙大橋、朱池、落鳳山、梅城、劉長卿別墅、雙塔淩雲等勝跡。新安江作為國家級風景名勝區向有“奇山異水，天下獨絕”之稱，今有“清涼世界”的美譽,是一條聞名中外的“唐詩之路”。這裡也是中國第一座大型水力發電站。